# 1964 في مصر
فيما يلي قوائم الأحداث التي وقعت خلال عام 1964 في مصر.

## سياسة

### تعيين في المنصب
- 1 يناير – محمود رياض قائمة وزراء خارجية مصر.

## أفلام
من الأفلام التي صدرت هذه السنة في مصر:
- 1 يناير – أدهم الشرقاوي من إخراج حسام الدين مصطفى.
- 1 يناير – ألف ليلة وليلة من إخراج حسن الإمام.
- 1 يناير – أمير الدهاء من إخراج هنري بركات.
- 1 يناير – اعترافات زوج من إخراج فطين عبد الوهاب.
- 1 يناير – الأيدي الناعمة من إخراج محمود ذو الفقار.
- 1 يناير – الجاسوس
- 1 يناير – العزاب الثلاثة
- 1 يناير – الليلة الأخيرة من إخراج كمال الشيخ.
- 1 يناير – الناس والنيل من إخراج يوسف شاهين.
- 1 يناير – شادية الجبل من إخراج أحمد ضياء الدين.
- 1 يناير – غصن الزيتون من إخراج السيد بدير.
- 21 فبراير – العائلة الكريمة
- 9 مارس – أنا وهو وهي من إخراج فطين عبد الوهاب.
- 20 أبريل – هجرة الرسول من إخراج إبراهيم عمارة.
- 16 نوفمبر – للرجال فقط من إخراج محمود ذو الفقار.
- 14 ديسمبر – الطريق من إخراج حسام الدين مصطفى.

## كتب
من الكتب التي صدرت هذه السنة في مصر:
- 1 يناير – الطريق من تأليف نجيب محفوظ.
- 1 يناير – بيرة في نادي البلياردو من تأليف وجيه غالي.
- 1 يناير – معالم في الطريق من تأليف سيد قطب.

## مواليد

### يناير
- 1 يناير – ليلى أبو العلا
- 1 يناير – مجدي الجلاد صحفي مصري.
- 1 يناير – يسري فودة صحفي مصري.

### فبراير
- 20 فبراير – أيمن يونس لاعب كرة قدم مصري.
- 24 فبراير – مجدي طلبة لاعب كرة قدم مصري.

### مارس
- 23 مارس – ألفت إمام ممثلة مصرية.
- 25 مارس – علي رجب
- 28 مارس – أحمد صبور مهندس مصري.

### يونيو
- 28 يونيو – إسماعيل يوسف لاعب كرة قدم مصري.

### أكتوبر
- 26 أكتوبر – هاني رمزي ممثل مصري.
- 30 أكتوبر – عبد اللطيف مبارك شاعر مصري.

### نوفمبر
- 18 نوفمبر – فاطمة ناعوت

### ديسمبر
- 5 ديسمبر – أيمن نور سياسي مصري.
- 6 ديسمبر – شريهان ممثلة واستعراضية مصرية.

## وفيات

### مارس
- 13 مارس – عباس محمود العقاد (مواليد 1889) أديب ومفكر وشاعر مصري، من رواد مدرسة الديوان.